# كينغ بارسونز
كينغ بارسونز (بالإنجليزية: King Parsons)‏ هو مصارع محترف أمريكي، ولد في 1949 في سانت لويس في الولايات المتحدة.

## روابط خارجية
- كينغ بارسونز على موقع IMDb (الإنجليزية)
- كينغ بارسونز على موقع WrestlingData.com (الإنجليزية)
- كينغ بارسونز على موقع CageMatch worker (الإنجليزية)
- كينغ بارسونز على موقع قاعدة بيانات المصارعة على الإنترنت (الإنجليزية)
- كينغ بارسونز على موقع عالم المصارعة على الإنترنت (الإنجليزية)
- كينغ بارسونز على موقع عالم المصارعة على الإنترنت (الإنجليزية)